# Kateřina Stradová
Pour les articles homonymes, voir Strada.
Kateřina Stradová (1579-1629), née Anna Marie Stradová, également connue sous le nom de Catherina Strada, est la maîtresse de Rodolphe II, empereur du Saint-Empire, avec qui elle a eu six enfants.

## Biographie
Kateřina Stradová est la fille du peintre Ottavio Strada l'Ancien, la sœur du peintre Ottavio Strada le Jeune, et la petite-fille du marchand et courtisan Jacopo Strada. 
Elle devient la maîtresse de Rodolphe II vers l'âge de quinze ans. Ils ont eu six enfants, mais seul leur fils aîné est bien attesté dans les documents historiques. 
Elle reçoit le titre de comtesse, est éduquée à Vienne et est décrite comme brillante et attentive et ayant les traits fins et gracieux.

## Descendance
Elle a eu six enfants avec Rodolphe II :
1. Don Jules César d'Autriche (en)
2. Matyáš d'Autriche
3. Carlos d'Autriche
4. Karolina d'Autriche
5. Dorothée d'Autriche (cs)
6. Alžběta d'Autriche